# یولیوس فری
یولیوس فری (آلمانی: Julius Frey؛ ۲۵ اکتبر ۱۸۸۱ – ۲۸ اوت ۱۹۶۰) یک شناگر اهل آلمان بود. 
از افتخارات وی میتوان به کسب مدال طلا ۲۰۰ متر تیمی در بازی‌های المپیک تابستانی ۱۹۰۰ اشاره کرد.